# Член уряду
«Член уряду» — радянський чорно-білий художній фільм, поставлений на кіностудії «Ленфільм» в 1939 році режисерами Олександром Зархі і Йосипом Хейфицем. Прем'єра фільму в СРСР відбулася 8 березня 1940 року. Журнал «Радянський екран» за 1957 рік відніс картину «до видатних творів радянського кіномистецтва».

## Сюжет
Навесні 1930 року Олександру Соколову, дружину ревнивого селянина і колишню наймичку, що вступила в колгосп, партія висуває на керівництво господарством: вона стає головою колгоспу, мужньо справляючись з труднощами колективізації, недовірою деяких односельчан і сімейним конфліктом, а в 1936 році обирається депутатом Верховної Ради СРСР.

## У ролях
- Віра Марецька —  Олександра Соколова
- Василь Ванін —  Юхим Соколов
- Микола Крючков —  Микита Соколов, брат Юхима
- Костянтин Сорокін —  Телегін, голова колгоспу
- Валентина Телегіна —  Парасковія Телегіна
- Борис Блінов —  секретар райкому
- Іван Назаров —  Кривошеєв
- Василь Меркур'єв —  Сташков
- Олексій Консовський —  Петька
- Олександра Матвєєва —  Дуська
- Єлизавета Уварова —  мати Дуськи
- Олександра Фоміна —  мати Олександри Соколової
- Олександр Мельников —  міліціонер
- Володимир Уральський —  хуліган
- Сергій Філіппов —  ледар

## Знімальна група
| - Сценарій — Катерина Виноградська, Олександр Зархі і Йосип Хейфиц - Режисери — Олександр Зархі і Йосип Хейфиц - Оператор — Олександр Гінзбург - Художники — Ольга Пчельникова, Володимир Калягін - Композитор — Микола Тимофєєв - Звукооператор — Арнольд Шаргородський - Асистенти: режисера — С. Рейтман, М. Чернова по монтажу — Олена Баженова - Директор картини — Йосип Поляков | Фільм був відновлений в 1963 році на «Мосфільмі»: - Режисер: Наум Трахтенберг - Звукорежисер: В. Крачковський - Диригент: В. Васильєв - Комбіновані зйомки: * Оператор: Григорій Зайцев * Художник: С. Зябликов |